# Shorttrack-Weltcup 2013/14
Der Shorttrack-Weltcup 2013/14 wurde vom 26. September 2013 bis 17. November 2013 in vier Ländern ausgetragen. Der Weltcup umfasste aufgrund der Olympischen Winterspiele 2014 in Sotschi nur vier statt, wie sonst üblich, sechs Weltcupveranstaltungen.
Zu den Saisonhöhepunkten zählten neben den Olympischen Spielen die Europameisterschaften 2014 in Dresden und die Weltmeisterschaften 2014 in Montreal.

## Austragungsorte
In dieser Saison verteilten sich die Austragungsorte auf zwei Kontinente, auf denen jeweils zwei Weltcups ausgetragen wurde; Shanghai und Seoul in Asien, Turin und Kolomna in Europa. An jedem der vier Weltcuporte wurden bei Männern und Frauen jeweils drei Einzelrennen über 500, 1000 und 1500 Meter sowie ein Staffelwettbewerb ausgetragen. Zusätzlich gab es eine Teamwertung, in welche die Punkte der beiden besten Teilnehmer eines Landes in jedem Rennen sowie die Punkte aus dem Staffelwettbewerb einflossen.
Die Weltcups in Turin und Kolomna dienten zugleich als Qualifikation für die Olympischen Spiele.

## Ergebnisse

### Damen

#### Shanghai
| Datum              | Wettbewerb     | Sieger                                                  | Zweiter                                                     | Dritter                                                              |
| 28. September 2013 | 500 m          | Fan Kexin                                               | Park Seung-hi                                               | Marianne St-Gelais                                                   |
| 29. September 2013 | 1000 m         | Shim Suk-hee                                            | Kim A-lang                                                  | Li Jianrou                                                           |
| 28. September 2013 | 1500 m         | Shim Suk-hee                                            | Kim A-lang                                                  | Jorien ter Mors                                                      |
| 29. September 2013 | 3000 m Staffel | SüdkoreaKim A-lang Shim Suk-hee Cho Ha-ri Park Seung-hi | Volksrepublik ChinaWang Meng Li Jianrou Fan Kexin Zhou Yang | ItalienArianna Fontana Martina Valcepina Elena Viviani Lucia Peretti |
| 29. September 2013 | Teamwertung    | Südkorea                                                | Volksrepublik China                                         | Kanada                                                               |

#### Seoul
| Datum           | Wettbewerb     | Sieger                                                  | Zweiter                                                     | Dritter                                                               |
| 5. Oktober 2013 | 500 m          | Wang Meng                                               | Fan Kexin                                                   | Arianna Fontana                                                       |
| 6. Oktober 2013 | 1000 m         | Shim Suk-hee                                            | Park Seung-hi                                               | Kim A-lang                                                            |
| 5. Oktober 2013 | 1500 m         | Kim A-lang                                              | Shim Suk-hee                                                | Valérie Maltais                                                       |
| 6. Oktober 2013 | 3000 m Staffel | SüdkoreaKim A-lang Shim Suk-hee Cho Ha-ri Park Seung-hi | Volksrepublik ChinaWang Meng Li Jianrou Fan Kexin Zhou Yang | KanadaJessica Hewitt Valérie Maltais Jessica Gregg Marianne St-Gelais |
| 6. Oktober 2013 | Teamwertung    | Südkorea                                                | Volksrepublik China                                         | Italien                                                               |

#### Turin
| Datum             | Wettbewerb     | Sieger                                                  | Zweiter                                                       | Dritter                                                              |
| 9. November 2013  | 500 m          | Wang Meng                                               | Arianna Fontana                                               | Fan Kexin                                                            |
| 10. November 2013 | 1000 m         | Shim Suk-hee                                            | Kim A-lang                                                    | Park Seung-hi                                                        |
| 9. November 2013  | 1500 m         | Shim Suk-hee                                            | Park Seung-hi                                                 | Zhou Yang                                                            |
| 10. November 2013 | 3000 m Staffel | SüdkoreaKim A-lang Shim Suk-hee Cho Ha-ri Park Seung-hi | Volksrepublik ChinaWang Meng Li Jianrou Fan Kexin Liu Qiuhong | ItalienElena Viviani Arianna Fontana Lucia Peretti Martina Valcepina |
| 10. November 2013 | Teamwertung    | Südkorea                                                | Volksrepublik China                                           | Italien                                                              |

#### Kolomna
| Datum             | Wettbewerb     | Sieger                                                       | Zweiter                                                 | Dritter                                                               |
| 16. November 2013 | 500 m          | Wang Meng                                                    | Fan Kexin                                               | Shim Suk-hee                                                          |
| 17. November 2013 | 1000 m         | Arianna Fontana                                              | Kim A-lang                                              | Elise Christie                                                        |
| 16. November 2013 | 1500 m         | Shim Suk-hee                                                 | Valérie Maltais                                         | Zhou Yang                                                             |
| 17. November 2013 | 3000 m Staffel | Volksrepublik ChinaWang Meng Zhou Yang Fan Kexin Liu Qiuhong | SüdkoreaKim A-lang Shim Suk-hee Cho Ha-ri Park Seung-hi | ItalienArianna Fontana Lucia Peretti Cecilia Maffei Martina Valcepina |
| 17. November 2013 | Teamwertung    | Südkorea                                                     | Volksrepublik China                                     | Kanada                                                                |

#### Weltcupstände
| Rang | Name               | Punkte |
| ---- | ------------------ | ------ |
| 1    | Wang Meng          | 30000  |
| 2    | Fan Kexin          | 26000  |
| 3    | Arianna Fontana    | 17677  |
| 4    | Park Seung-hi      | 13438  |
| 5    | Shim Suk-hee       | 12594  |
| 6    | Martina Valcepina  | 11313  |
| 7    | Marianne St-Gelais | 10536  |
| 8    | Liu Qiuhong        | 9994   |

| Rang | Name            | Punkte |
| ---- | --------------- | ------ |
| 1    | Shim Suk-hee    | 30000  |
| 2    | Kim A-lang      | 24000  |
| 3    | Arianna Fontana | 19216  |
| 4    | Park Seung-hi   | 16497  |
| 5    | Li Jianrou      | 13198  |
| 6    | Elise Christie  | 12593  |
| 7    | Valérie Maltais | 8678   |
| 8    | Jorien ter Mors | 8022   |

| Rang | Name             | Punkte |
| ---- | ---------------- | ------ |
| 1    | Shim Suk-hee     | 30000  |
| 2    | Kim A-lang       | 19342  |
| 3    | Zhou Yang        | 16896  |
| 4    | Valérie Maltais  | 16078  |
| 5    | Park Seung-hi    | 12955  |
| 6    | Arianna Fontana  | 12861  |
| 7    | Jorien ter Mors  | 9880   |
| 8    | Bernadett Heidum | 9419   |

| Rang | Team                | Punkte |
| ---- | ------------------- | ------ |
| 1    | Südkorea            | 30000  |
| 2    | Volksrepublik China | 26000  |
| 3    | Italien             | 19200  |
| 4    | Kanada              | 16640  |
| 5    | Russland            | 10289  |
| 6    | Niederlande         | 10289  |
| 7    | Japan               | 9175   |
| 8    | Vereinigte Staaten  | 7995   |

| Rang | Team                   | Punkte |
| ---- | ---------------------- | ------ |
| 1    | Südkorea               | 40000  |
| 2    | Volksrepublik China    | 32000  |
| 3    | Kanada                 | 23040  |
| 3    | Italien                | 23040  |
| 5    | Niederlande            | 14090  |
| 5    | Russland               | 14090  |
| 7    | Vereinigtes Königreich | 10616  |
| 8    | Japan                  | 8813   |

### Herren

#### Shanghai
| Datum              | Wettbewerb     | Sieger                                                                               | Zweiter                                                  | Dritter                                                            |
| 28. September 2013 | 500 m          | Charles Hamelin                                                                      | Wladimir Grigorjew                                       | Eduardo Alvarez                                                    |
| 29. September 2013 | 1000 m         | Charles Hamelin                                                                      | Niels Kerstholt                                          | Lee Han-bin                                                        |
| 28. September 2013 | 1500 m         | Noh Jin-kyu                                                                          | Charles Hamelin                                          | Wiktor Ahn                                                         |
| 29. September 2013 | 5000 m Staffel | Vereinigte StaatenChristopher Creveling Jeffrey Simon John Celski John-Henry Krueger | SüdkoreaKim Yun-jae Lee Ho-suk Sin Da-woon Park Se-yeong | KanadaMichael Gilday François Hamelin Charles Hamelin Olivier Jean |
| 29. September 2013 | Teamwertung    | Kanada                                                                               | Südkorea                                                 | Vereinigte Staaten                                                 |

#### Seoul
| Datum           | Wettbewerb     | Sieger                                                             | Zweiter                                                                                | Dritter                                                                        |
| 5. Oktober 2013 | 500 m          | Wiktor Ahn                                                         | Wu Dajing                                                                              | Park Se-yeong                                                                  |
| 6. Oktober 2013 | 1000 m         | Wu Dajing                                                          | Wiktor Ahn                                                                             | Park Se-yeong                                                                  |
| 5. Oktober 2013 | 1500 m         | Charles Hamelin                                                    | Lee Han-bin                                                                            | Wiktor Ahn                                                                     |
| 6. Oktober 2013 | 5000 m Staffel | KanadaMichael Gilday Charles Hamelin François Hamelin Olivier Jean | Vereinigte StaatenChristopher Creveling John Celski Eduardo Alvarez John-Henry Krueger | Vereinigtes KönigreichJack Whelbourne Jon Eley Paul Stanley Richard Shoebridge |
| 6. Oktober 2013 | Teamwertung    | Russland                                                           | Kanada                                                                                 | Südkorea                                                                       |

#### Turin
| Datum             | Wettbewerb     | Sieger                                                             | Zweiter                                                                  | Dritter                                                                    |
| 9. November 2013  | 500 m          | Charles Hamelin                                                    | Wiktor Ahn                                                               | Olivier Jean                                                               |
| 10. November 2013 | 1000 m         | Charles Hamelin                                                    | Wiktor Ahn                                                               | Wladimir Grigorjew                                                         |
| 9. November 2013  | 1500 m         | Lee Han-bin                                                        | John-Henry Krueger                                                       | Sjinkie Knegt                                                              |
| 10. November 2013 | 5000 m Staffel | KanadaCharles Hamelin Olivier Jean Michael Gilday François Hamelin | RusslandWladimir Grigorjew Semjon Jelistratow Wiktor Ahn Ruslan Sacharow | NiederlandeSjinkie Knegt Freek van der Wart Niels Kerstholt Daan Breeuwsma |
| 10. November 2013 | Teamwertung    | Kanada                                                             | Russland                                                                 | Niederlande                                                                |

#### Kolomna
| Datum             | Wettbewerb     | Sieger                                                                         | Zweiter                                                                 | Dritter                                                  |
| 16. November 2013 | 500 m          | Wiktor Ahn                                                                     | Wladimir Grigorjew                                                      | Wu Dajing                                                |
| 17. November 2013 | 1000 m         | Charles Hamelin                                                                | Thibaut Fauconnet                                                       | John Celski                                              |
| 16. November 2013 | 1500 m         | John Celski                                                                    | Wiktor Ahn                                                              | Thibaut Fauconnet                                        |
| 17. November 2013 | 5000 m Staffel | Vereinigte StaatenEduardo Alvarez Christopher Creveling Jeff Simon John Celski | RusslandWladimir Grigorjew Semjon Jelistratow Wiktor Ahn Dmitri Migunow | SüdkoreaNoh Jin-kyu Sin Da-woon Lee Ho-suk Park Se-yeong |
| 17. November 2013 | Teamwertung    | Russland                                                                       | Vereinigte Staaten                                                      | Kanada                                                   |

#### Weltcupstände
| Rang | Name               | Punkte |
| ---- | ------------------ | ------ |
| 1    | Wiktor Ahn         | 28000  |
| 2    | Charles Hamelin    | 21678  |
| 3    | Wladimir Grigorjew | 21120  |
| 4    | Wu Dajing          | 14424  |
| 5    | Olivier Jean       | 11532  |
| 6    | Park Se-yeong      | 11355  |
| 7    | Freek van der Wart | 9994   |
| 8    | Liang Wenhao       | 8395   |

| Rang | Name            | Punkte |
| ---- | --------------- | ------ |
| 1    | Charles Hamelin | 30000  |
| 2    | Wiktor Ahn      | 16859  |
| 3    | Niels Kerstholt | 12099  |
| 4    | Wu Dajing       | 11299  |
| 5    | Han Tianyu      | 10494  |
| 6    | Olivier Jean    | 10420  |
| 7    | John Celski     | 10095  |
| 8    | Lee Han-bin     | 9839   |

| Rang | Name             | Punkte |
| ---- | ---------------- | ------ |
| 1    | Charles Hamelin  | 22096  |
| 2    | Lee Han-bin      | 21277  |
| 3    | Wiktor Ahn       | 20800  |
| 4    | Noh Jin-kyu      | 14619  |
| 5    | Sjinkie Knegt    | 11520  |
| 6    | François Hamelin | 10894  |
| 7    | John Celski      | 10016  |
| 8    | Sin Da-woon      | 9175   |

| Rang | Team                   | Punkte |
| ---- | ---------------------- | ------ |
| 1    | Vereinigte Staaten     | 28000  |
| 2    | Kanada                 | 26400  |
| 3    | Russland               | 21120  |
| 4    | Südkorea               | 18496  |
| 5    | Niederlande            | 14797  |
| 6    | Volksrepublik China    | 10494  |
| 7    | Italien                | 10362  |
| 8    | Vereinigtes Königreich | 9839   |

| Rang | Team                | Punkte |
| ---- | ------------------- | ------ |
| 1    | Kanada              | 34400  |
| 2    | Russland            | 33120  |
| 3    | Vereinigte Staaten  | 23616  |
| 4    | Südkorea            | 22592  |
| 5    | Niederlande         | 18237  |
| 6    | Volksrepublik China | 14951  |
| 7    | Frankreich          | 8157   |
| 8    | Japan               | 7738   |